# Einhardschule Seligenstadt
Einhardschule Seligenstadt (kurz: ESS) bezeichnet seit dem 18. Mai 2005 das selbstständige Gymnasium des Kreises Offenbach in Seligenstadt, welches zum Schuljahresbeginn 2004/2005 aus der gleichnamigen Gesamtschule mit gymnasialer Oberstufe ausgegliedert wurde. Die verbleibende Haupt- und Realschule heißt jetzt Merianschule. Bereits seit 1803 wurden verschiedene Seligenstädter Bildungseinrichtungen nach dem Gelehrten und Geschichtsschreiber Einhard benannt. 2010 wurde die Schule zum neunten Mal in Folge als eine von 92 Schulen in Hessen zur „Schule mit Schwerpunkt Musik“ vom Hessischen Kultusministerium ausgezeichnet.
Das Logo der Einhardschule zeigt die stilisierte Einhard-Basilika und den Main nach dem Kürzel ESS.
Die Einrichtung wird von ungefähr 1100 Schülern aus Seligenstadt und den umliegenden Gemeinden besucht. Sie werden auf 34 Klassen und 14 Tutorien aufgeteilt. 90 Lehrer unterrichten diverse Fächer.

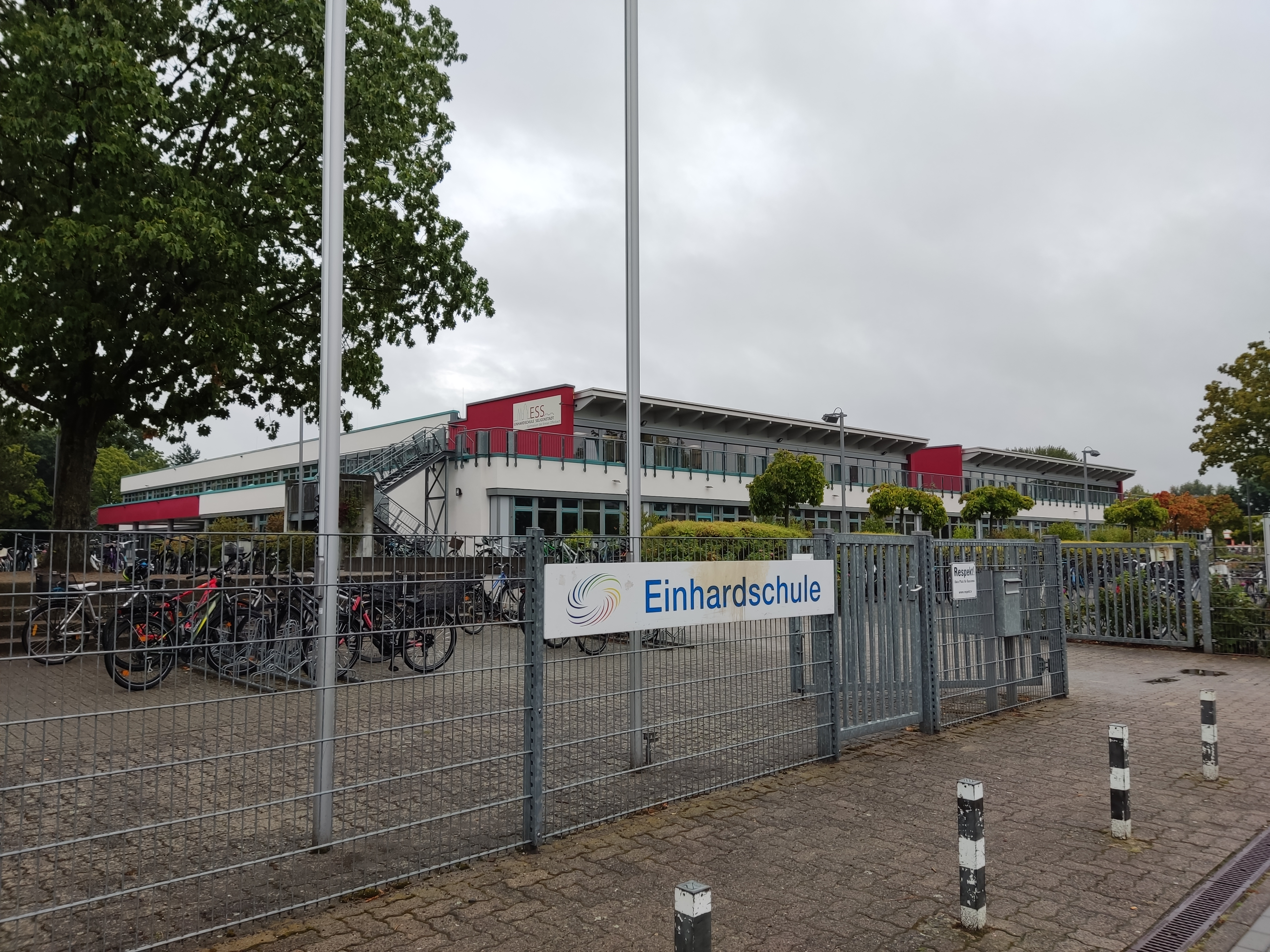
Haupteingang der Schule im Jahr 2022

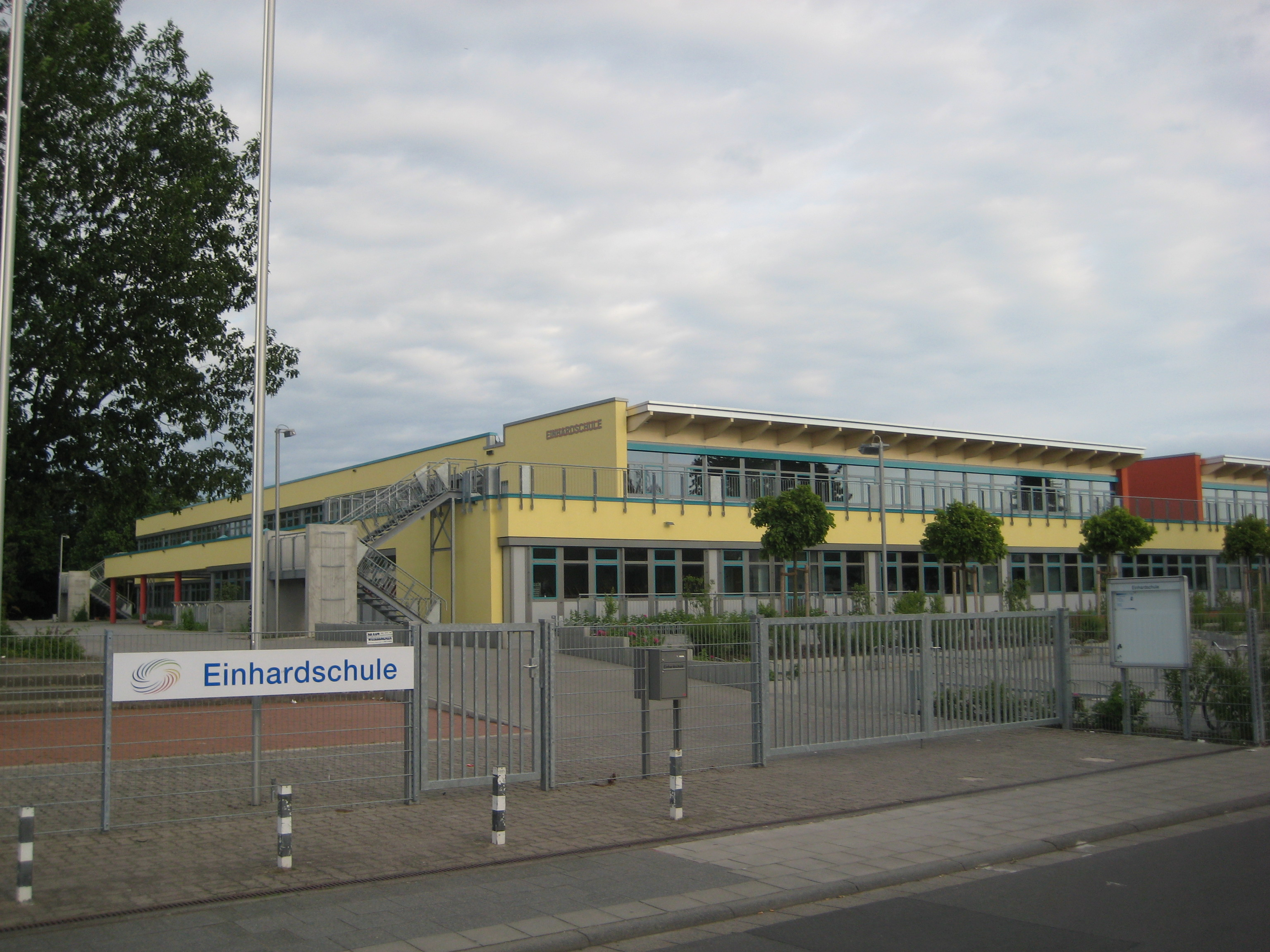
Haupteingang der Einhardschule

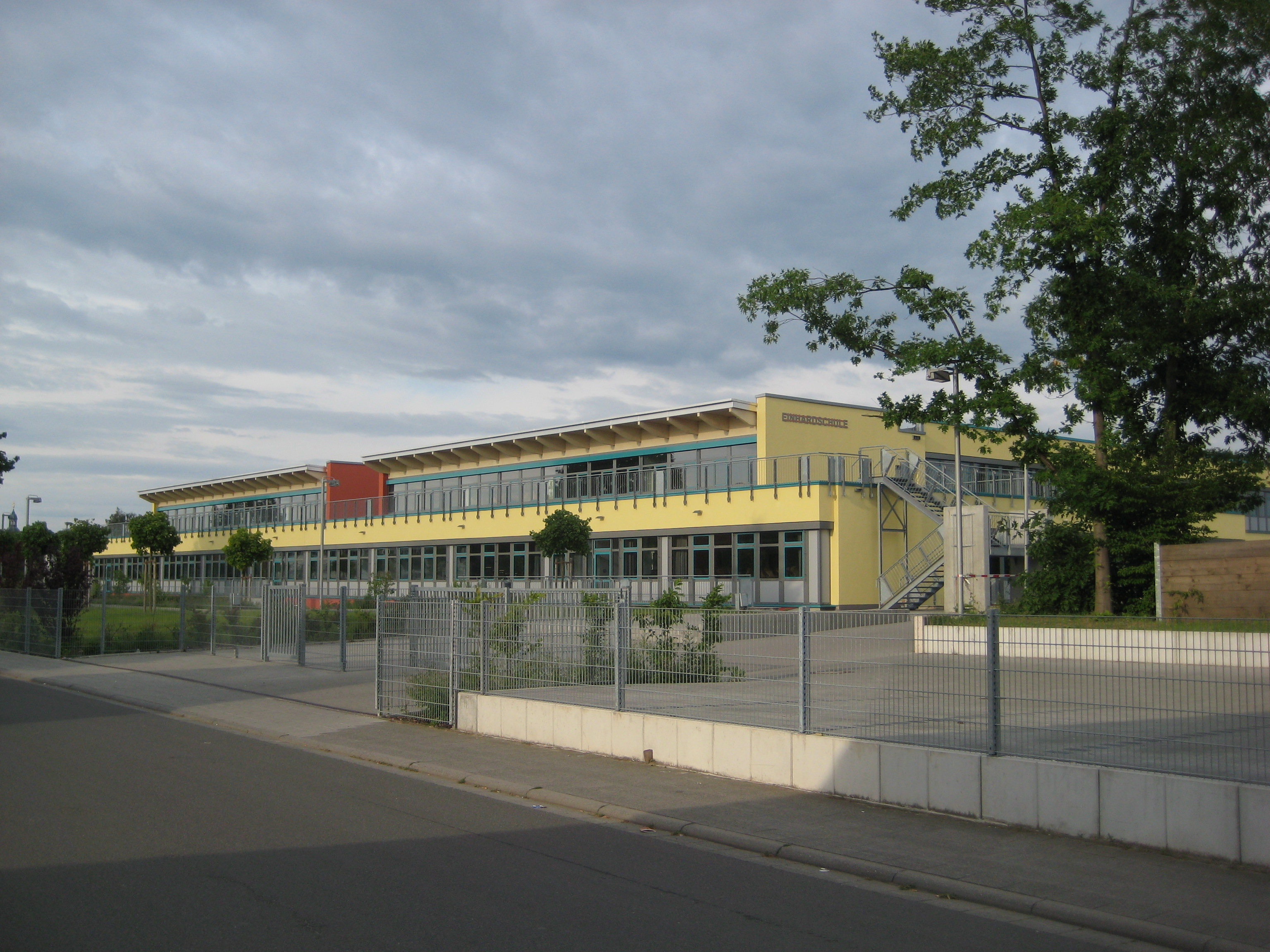
Südeingang der Einhardschule

## Gebäude und Lage
Die Schule bestand vor dem Beginn des Umbaus und der Trennung in Gymnasium und Haupt- und Realschule aus drei Gebäuden. Die Klassen 5 bis 8 des gymnasialen Teils der ehemaligen Gesamtschule befanden sich in einem 1959 errichteten Gebäude (genannt „Altbau“). Die Klassen 9 bis 13 befanden sich in einem 1974 eingeweihten Gebäude (genannt „Neubau“ oder „Hauptgebäude“). Die Klassen 5 bis 8 des ehemaligen Haupt- und Realschulteils waren in einem eigenen Gebäude (genannt „Giselastraße“) untergebracht. Die Klassen 9 und 10 befanden sich im selben Gebäude wie die Klassen 9 bis 13 des gymnasialen Teils.
Seit der Trennung der Schule und dem Beginn des Umbaus stehen nur noch zwei Gebäude für Gymnasium und Haupt- und Realschule zur Verfügung. Die Klassen 5 bis 9/10 der Haupt- und Realschule befinden sich nun in dem 1959 errichteten und 2006 modernisierten Gebäude, das nun das einzige Gebäude der Haupt- und Realschule ist. 2007 wurde das Gebäude der Haupt- und Realschule nach Abschluss der Modernisierungsarbeiten nochmals vergrößert, um Schüler der nun geschlossenen Haupt- und Realschule („Gerhart-Hauptmann-Schule“) im Stadtteil Klein-Welzheim aufnehmen zu können.
Das 1974 errichtete Gebäude wurde zwischen Juni 2006 und Oktober 2007 für 31,3 Millionen Euro modernisiert und vergrößert, um den neuen Anforderungen gerecht zu werden. Alle Schüler des Gymnasiums befinden sich nun in diesem Gebäude. Es besteht aus 40 Klassen- und Gruppenräumen und 15 Fachräumen und einer Cafeteria mit voll ausgestatteter Küche sowie einem großen Mehrzweckraum mit mobilen Trennwänden. Während der Bauphase wurden die Klassen 5 bis 7 im ehemaligen Hauptgebäude der Haupt- und Realschule, und die Jahrgangsstufen 8 bis 13 in 36 Containern auf dem schuleigenen Sportplatz untergebracht. Der Umzug verzögerte sich jedoch um einige Monate, da die Bauarbeiten aufgrund von nicht erkennbarer Belastung von Schadstoffen verzögert wurden. Das Gebäude ist nun auf dem neusten Stand der Technik und insbesondere in den Bereichen IT und Naturwissenschaften ein Vorzeigeobjekt. Der Umbau der Einhardschule und der Merianschule war bisher die größte Einzelbaumaßnahme des Kreises Offenbach.
Zudem verfügt das Gymnasium noch über eine moderne Sporthalle, die vor dem Umbau der Schule von Schülern des Gymnasiums sowie Schülern der Haupt- und Realschule genutzt wurde. Seit Fertigstellung des Gebäudes der Merianschule 2006 verfügen die Schüler nun über eine eigene, jedoch wesentlich kleinere Sporthalle. Nach dem Umbau aller Gebäude wurde auch der schuleigene Sportplatz komplett modernisiert und teilweise mit einer Tartanbahn und einer asphaltierten Fläche ausgestattet. Zwischen März 2009 und Januar 2010 wurde die Sporthalle ebenfalls für 2,6 Millionen Euro komplett modernisiert und teilweise mit neuen Sportgeräten bestückt. Der Sportunterricht fand in dieser Zeit teilweise in anderen Sporthallen, in den Klassenräumen, im städtischen Freischwimmbad oder auf dem schuleigenen Sportplatz statt.
Das ehemalige Hauptgebäude des Haupt- und Realschulteils der Gesamtschule wurde im Herbst 2009 abgerissen und wird durch ein modernes, CO2-neutrales Bauwerk für eine neue Grundschule („Emma-Schule“) ersetzt. Baubeginn der dreizügigen Einrichtung mit integrierter Einfeldsporthalle war im Herbst 2009 und sollte nach einem Jahr abgeschlossen sein. Wegen Komplikationen mit einer Baufirma, die nicht wie versprochen Bauteile lieferte, verzögert sich die Fertigstellung voraussichtlich bis Frühjahr 2012. Die Kosten von etwa 12,6 Millionen Euro sollen durch das Konjunkturprogramm des Landes Hessen finanziert werden.
Im Schuljahr 2009/2010 mussten alle Klassen der Jahrgangsstufe 6 in den alten Gebäuden der ehemaligen Don-Bosco-Schule, die sich direkt nebenan befand, untergebracht werden. Die Schule wurde zu Beginn dieses Schuljahres 2009/2010 aufgrund angeblich sinkender Schülerzahlen und der Baufälligkeit des Gebäudes geschlossen. Durch Versäumnisse der zuständigen Politiker und der Schulleitung wurden trotz des im Jahre 2006/2007 stattfindenden Umbaus der Einhardschule zu wenig Klassenräume errichtet, was in der ganzen Region auf Unverständnis und Verärgerung in der Bevölkerung traf. Zwischenzeitlich war geplant, die Schule durch dauerhafte Container zu erweitern, um Platz für mindestens 7 weitere Klassenräume zu schaffen, obwohl man während des Schulumbaus 2006/2007 schlechte Erfahrungen mit Containern als Klassenräume gemacht hatte. Im November 2010 wurde stattdessen mit dem Bau weiterer Klassenräume auf dem südlichen Schulhof-Gelände begonnen, die in Modulbauweise bis Ostern 2011 fertiggestellt wurden. Da sich der Bau etwas abseits des Hauptgebäudes befindet, wird es von den Schülern auch liebevoll als „Gartenhäuschen“ bezeichnet. Durch den Anbau hat sich jedoch der Schulhof stark verkleinert. Sollten die Klassenräume in Zukunft nicht mehr benötigt werden, ist ein einfacher Rückbau möglich.

## Geschichte
Im Jahr 1803, nachdem die Benediktinerabtei und somit auch die Klosterschule aufgelöst wurde, kam der Wunsch der Seligenstädter Bürger ihren Kindern weiterhin eine Schulbildung zu ermöglichen. Erst 1840 wurde nach dem Vorbild der ehemaligen Klosterschule eine „Lateinschule“ in der Aschaffenburger Straße eröffnet. Damals besuchten 28 Schüler auf zwei Klassen verteilt die Schule. Ein Umzug von der Aschaffenburger Straße zum Freihofplatz wurde 1942 vollzogen. Im Schuljahr 1870/71 wurde die „Lateinschule“ zum Real-Progymnasium ausgebaut. 1914 taucht der Name Einhardschule für das Progymnasium erstmals in der Geschichte in einem Sitzungsprotokoll des Gemeinderates auf. 80 Schüler besuchten zu dieser Zeit die Schule.
Seit 1927 werden auch Mädchen an der Schule zugelassen. Anfangs hatten sie nicht nur getrennt Unterricht, sondern auch einen getrennten Pausenhof. Elf Jahre später – 1938 – erhielt die Schule den offiziellen Titel „Einhardschule, Städt. Oberschule für Jungen 1-5“. In dieser Zeit war der Mädchenanteil noch sehr gering (15 – 20 %). Die Schule endete schon nach dem 10. Schuljahr und in einer Klasse waren teilweise bis zu 70 Schüler. Eine Obersekunda (Klasse 11) wurde 1946 eingeführt.
Als 1954 die Seligenstädter Volksschule von der heutigen Hans-Memling-Schule (neben der Einhardbasilika) in die neuen Gebäude der Giselastraße umzog, wurden der Einhardschule 6 Säle in der heutigen Hans-Memling-Schule bereitgestellt. 1957 wurde erstmals eine Unterprima eingeführt. Zwei Jahre später wurde ein neues Gebäude (der frühere „Altbau“) in der Ratleikstraße eingeweiht und bezogen. Von nun an standen der Schule 15 Klassen- und Sonderräume mit einer eigenen Sporthalle umgeben von weiträumigen Grünflächen zur Verfügung. Zu dieser Zeit besuchten etwa 1000 Schüler aus Seligenstadt und Umgebung die Schule.
Im Jahr 1974 bezog die Einhardschule, die sich mittlerweile „Kooperative Gesamtschule“ nennen durfte, den ehemaligen „Neubau“ in der Einhardstraße, der von nun an als Hauptgebäude diente. 1984 kam eine zweite Sporthalle hinzu und 1998 wurde die Fassade des Hauptgebäudes renoviert.
Für herausragende Leistungen in den Bereichen Musik, Theater und neue Medien wurde die Schule im Jahr 2001 mit dem Kulturpreis der Stadt Seligenstadt ausgezeichnet. Seit dem Jahr 2002 wird die Schule alljährlich als „Schule mit Schwerpunkt Musik“ vom Hessischen Kultusministerium ausgezeichnet.
Im August 2004 wurde die Trennung der Kooperativen Gesamtschule beschlossen, sodass diese seit dem Schuljahr 2005/06 in die Merianschule und die Einhardschule geteilt ist. Seit dem Schuljahr 2006/05 führen beide Schulen einen komplett eigenen Schulbetrieb. Im Herbst 2007 konnte die Einhardschule ihr ehemaliges Hauptgebäude im komplett umgebautem Zustand wieder neu beziehen und wurde am 6. November 2007 offiziell eingeweiht. Trotz Umbau und Modernisierung der Schule traten bereits ab dem Schuljahr 2007/2008 massive Platzprobleme auf. So mussten Gruppen- und Fachräume zu Klassenzimmern umgewandelt werden. Anfang November 2008 konnte der schuleigene Sportplatz nach einer Modernisierungsphase fertiggestellt werden. Im Dezember 2008 gewann die schuleigene Rockband D'Einhard den Wettbewerb „Schulstar“ des Radiosenders You FM. Als Hauptpreis kam die Band Madsen zu einem exklusiven Konzert an die Schule. 2009 wurde erstmals ein Bandcontest an der Schule ausgetragen, an dem fünf verschiedene Nachwuchsbands aus der Umgebung teilnahmen. Organisiert und veranstaltet wurde der Bandcontest von dem damaligen Jahrgang 12. Gewonnen hat die Band „Circle of Damnation“.

## Internationale Kontakte
Die Einhardschule hat insgesamt vier Partnerschulen, mit denen in regelmäßigen Abständen ein Schüleraustausch stattfindet. Zwei der Partnerschulen befinden sich in den USA, eine in Italien und eine in Frankreich:
- Brookfield East High School und Brookfield Central High School
- Piedimonte Matese Liceo Statale Galileo Galilei
- Triel-sur-Seine

## Medien
An der Schule befindet sich die Arbeitsgemeinschaft Einhard TV (ETV), welche es seit 1984 gibt und somit das älteste von Schülern produzierte Fernsehmagazin Deutschlands ist. ETV-Produktionen wurden schon mehrfach national und international ausgezeichnet.

## Arbeits- und Interessengemeinschaften
(Quelle:)

### Musik
- Chor für Jahrgangsstufe 5, 6, 7 und 8–Q3
- Instrumentalensemble für Jahrgangsstufe 5–7
- D'Einhard Piccolo für Jahrgangsstufe 5–8
- Instrumentalensemble für Jahrgangsstufe 5–7
- Blockflötenensemble für Jahrgangsstufe 5-Q3
- Bigband
- D'Einhard Piccolo für Jahrgangsstufe 5–8
- Gitarrenensemble

### Medien
- Einhard TV (ETV Schülerfernsehen)

### Sport
- Leichtathletik – Talentfördergruppe für Jahrgangsstufe 5–7
- Leichtathletik – Talentaufbaugruppe
- Leichtathletik – Laufen-Konditionstraining für Jahrgangsstufe 5–9
- Akrobatik (nur Mädchen)
- Rettungsschwimmen (DLRG)
- Faustball
- Fußball-AG
- Volleyball
- Judo für Jahrgangsstufe 7–10

### Sonstiges
- Theater
- Politik und Wirtschaft
- Vivarien-AG
- Schulsanitätsdienst
- Jüdisches Leben
- SV
- Mediation

## Förderverein
Die Schule besitzt einen eigenen Förderverein, der sich „Freunde der Einhardschule Seligenstadt“ nennt und 365 Mitgliedern (meist Eltern, deren Kinder auf die Schule gehen) besitzt. Er wurde am 29. April 1989 gegründet. 1. Vorsitzender ist Norbert Gassel (ehemaliger Lehrer der Schule), stellvertretender Vorsitzender ist der Schulleiter Dieter Herr. Fritz Haas, langjähriges Mitglied und langjähriger Vorsitzender, wurde 2009 zum Ehrenmitglied ernannt. Der Verein unterstützt die Schule mit finanziellen Mitteln (etwa 10.000 Euro pro Jahr), die größtenteils den Arbeits- und Interessengemeinschaften zugutekommen, aber auch Schulmusicals und Aufführungen verschiedener Klassen unterstützt und die Beschaffung von Arbeitsmaterial fördert. Ebenso unterstützt er Klassen- und Jahrgangsfahrten. Des Weiteren hilft der Verein auch bei Sport- und Schulfesten aus. Die sehr beliebten „Ehemaligentreffen“ werden ebenfalls von ihm zusammen mit der Schule organisiert und veranstaltet.